# Narciarstwo alpejskie

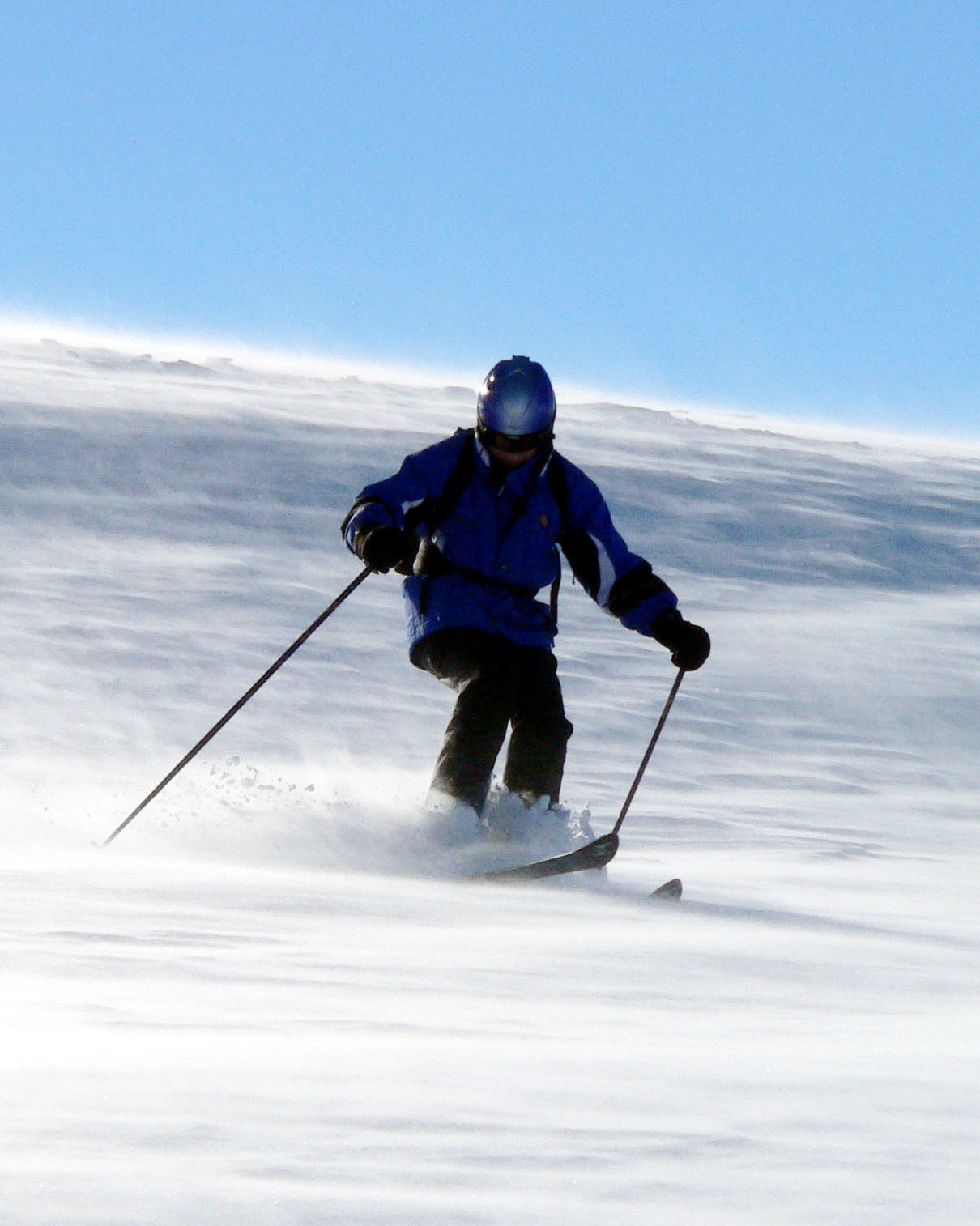
Narciarz alpejski

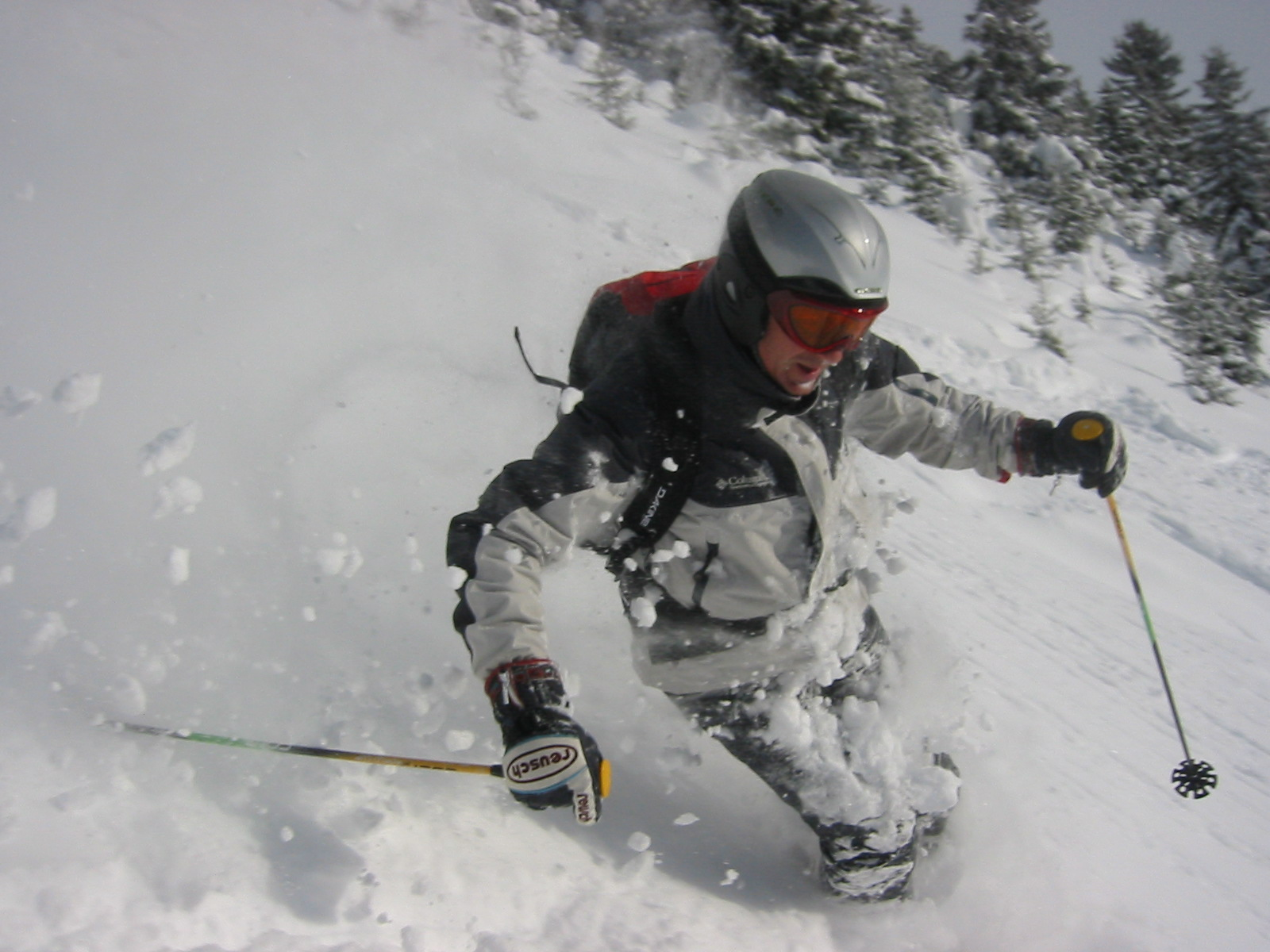
Freeride

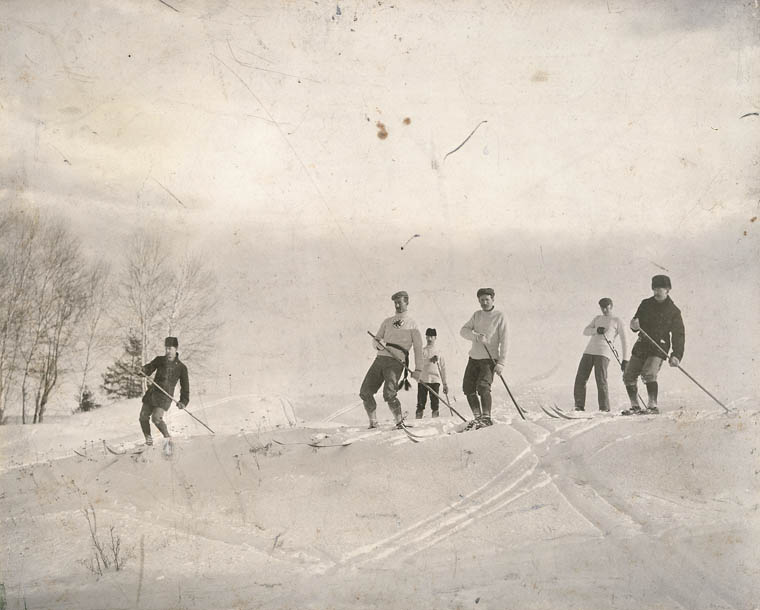
Narciarstwo w Kanadzie w 1895 r.

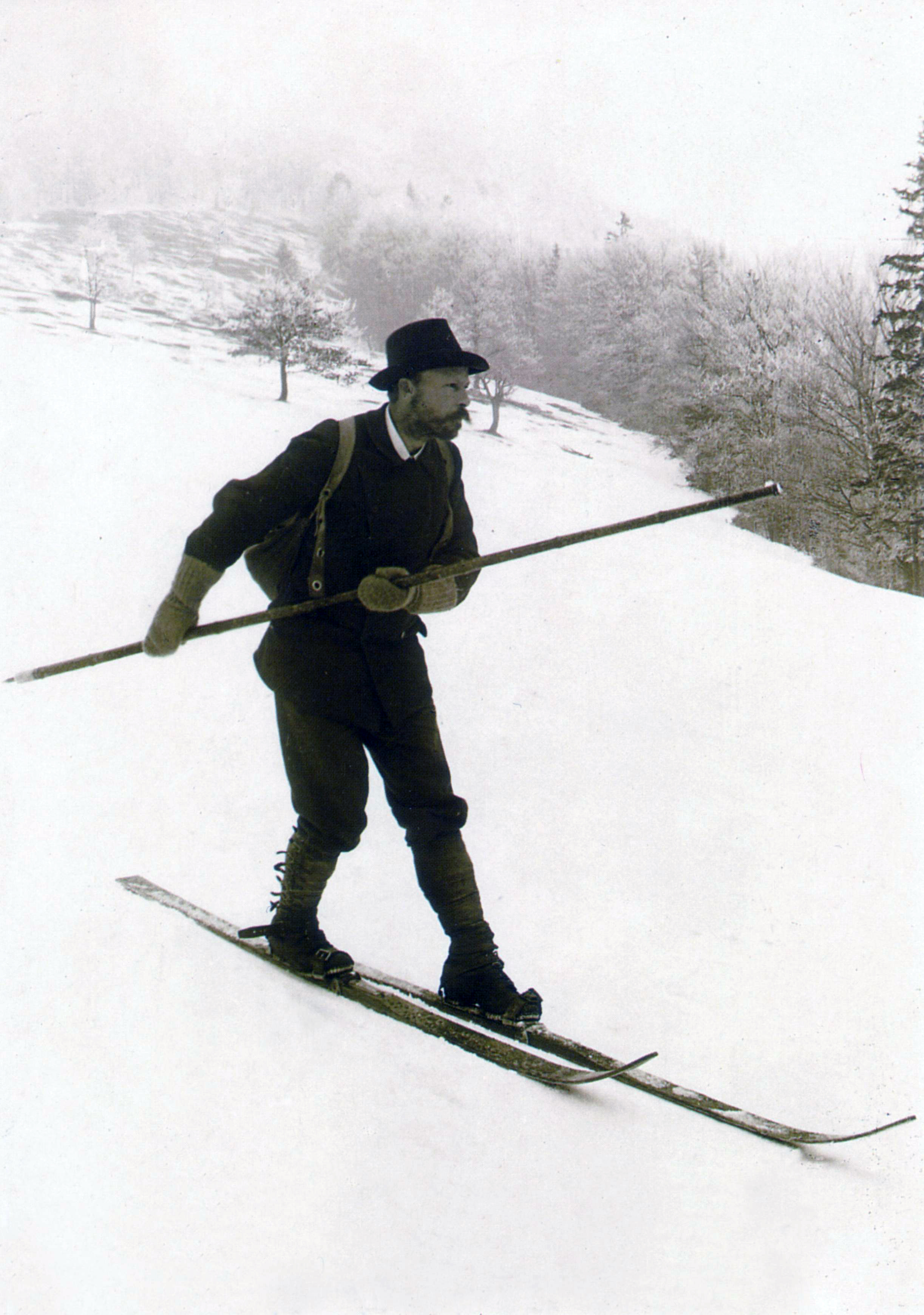
Mathias Zdarsky demonstruje jazdę na nartach w 1905 roku

Narciarstwo alpejskie (lub narciarstwo zjazdowe) – jedna z form narciarstwa – obok narciarstwa klasycznego (biegi narciarskie i skoki narciarskie), narciarstwa dowolnego, skialpinizmu, skituringu – polegająca na zjeździe po ośnieżonym stoku górskim lub sztucznym na nartach przymocowanych do butów narciarskich za pomocą specjalnych wiązań. Może być realizowana jako rekreacja lub sport. Jest uprawiana na trasach zjazdowych, szlakach narciarskich i nartostradach lub poza trasami. Narciarz przeważnie korzysta również z kijków. Szczególnymi formami narciarstwa alpejskiego są m.in. narciarstwo telemarkowe, freeride, narciarstwo szybkie, narciarstwo ekstremalne i narciarstwo na trawie (na nartorolkach) lub igelicie.

## Historia
Według najnowszych badań ojczyzną nart jest Azja Środkowa, a konkretnie okolice Bajkału i gór Ałtaj. Do Skandynawii narty trafiły prawdopodobnie za pośrednictwem Lapończyków. Wśród licznych rysunków naskalnych w Skandynawii i centralnej części kontynentu azjatyckiego znalazły się również wyobrażenia scen narciarskich (rysunki datowane są na 3000–5000 lat). Przedstawiają one realistyczne ujęcia postaci, uchwyconych w typowo narciarskiej pozycji, z nogami ugiętymi w kolanach, co by wskazywało na poślizg.
W nowożytnej Europie po raz pierwszy odnotowano w 1849 roku zjazd na nartach pastora Johanna Josefa Imsenga z Wallis w Szwajcarii. Około 1860 roku powstała pierwsza na świecie wytwórnia nart, w Sils Maria. Prawdziwy sport zaczął być jednak popularyzowany dopiero pod koniec XIX wieku. Głównym popularyzatorem narciarstwa alpejskiego był Mathias Zdarsky (1856–1940). W 1893 roku powstał pierwszy klub narciarski, w Glarus. W 1900 roku odbyły się pierwsze zawody narciarskie: zjazd w Bière, a w roku 1922 – pierwsze zawody slalomowe (z rozstawionymi tyczkami), pierwsze mistrzostwa świata w narciarstwie alpejskim odbyły się w 1931 roku w Mürren.
Narciarstwo alpejskie nie stawało się sportem popularnym ze względu na konieczność podchodzenia pod górę z nartami, co wymagało sporej kondycji. W niektórych kurortach oferowano „wyciągi saniowe” pozwalające na wjazd na niezbyt strome stoki saniami ciągnionymi przez konie.
Dopiero wynalazek wyciągu narciarskiego (koleje linowe – pierwsze kolejki powstawały od 1912 roku) pozwolił na dynamiczny rozwój narciarstwa alpejskiego, stylów zjazdowych (carving – lata 80. XX wieku) oraz konstrukcji sprzętu (m.in. usztywnienie pięty, bezpieczniki – lata 60. XX wieku).
W Polsce do realizacji sportu najbardziej przyczynił się Stanisław Barabasz. W styczniu i lutym 1907 roku powstały pierwsze polskie organizacje narciarskie: Karpackie Towarzystwo Narciarskie we Lwowie i Sekcja Narciarska Towarzystwa Tatrzańskiego w Zakopanem. W tym samym roku w Bielsku działacze Beskidenverein założyli niemiecki Wintersportverein (Wintersportclub Bielitz-Biala des Beskidensvereines).

## Technika jazdy
Głównym wyzwaniem stojącym przed narciarzem to kontrola szybkości (przyspieszanie, hamowanie i zatrzymanie) i kierunku jazdy – skręty.

### Kontrola szybkości

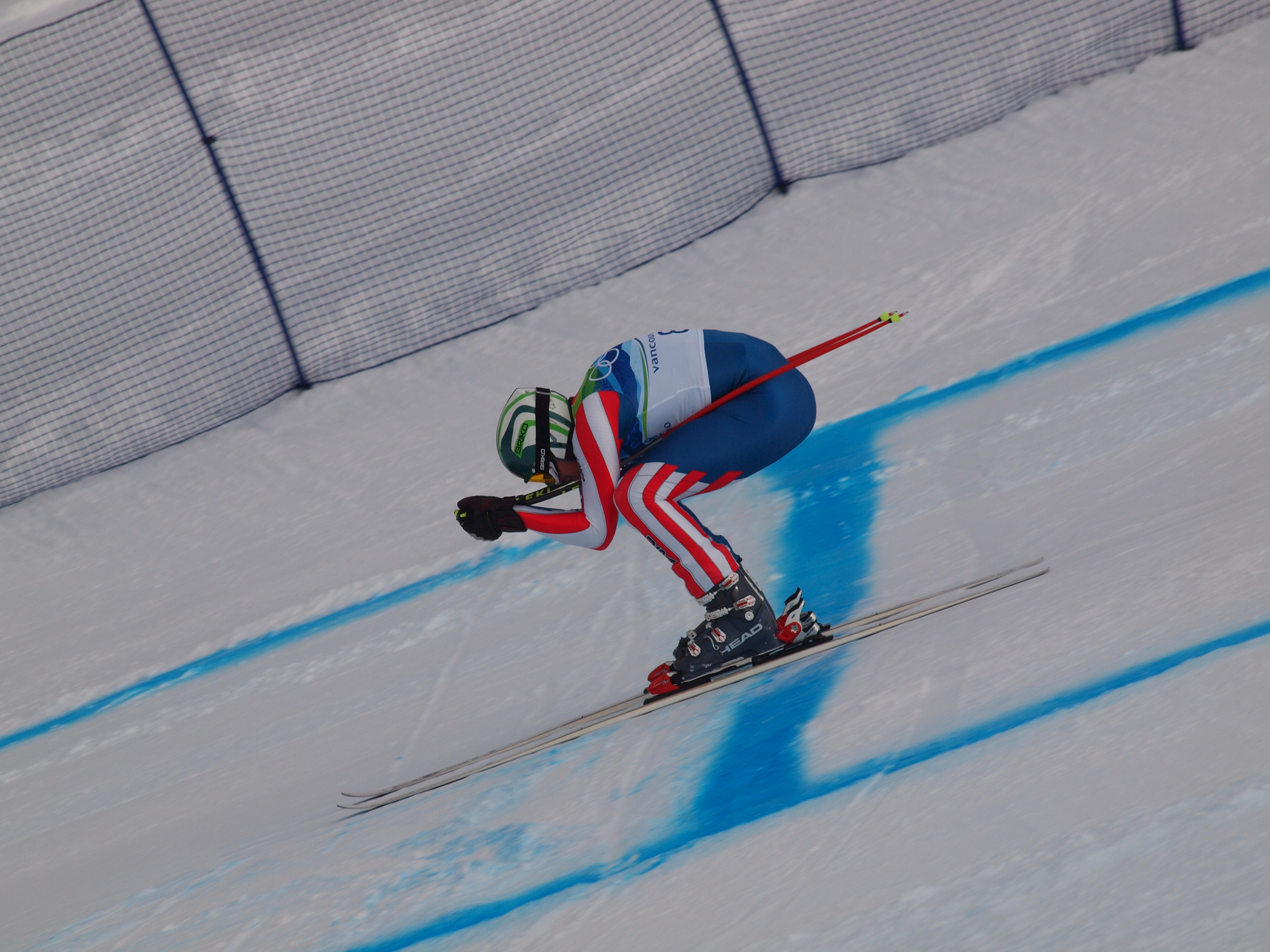
Pozycja minimalizująca opory aerodynamiczne – Bode Miller na trasie biegu zjazdowego w czasie Zimowych Igrzysk Olimpijskich w Vancouver w 2010 roku

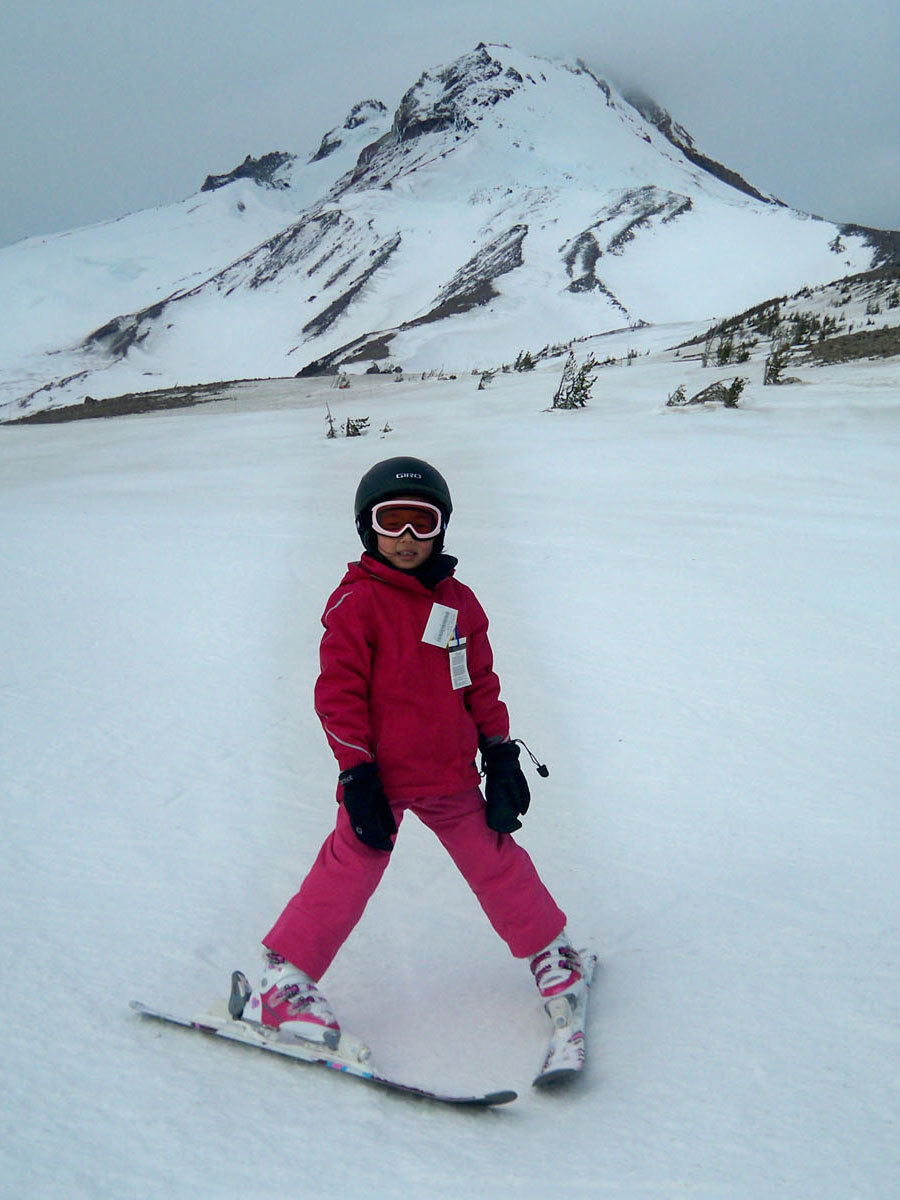
Młoda narciarka demonstruje zatrzymanie pługiem, w tle – Mount Hood w Górach Kaskadowych (Oregon, USA)

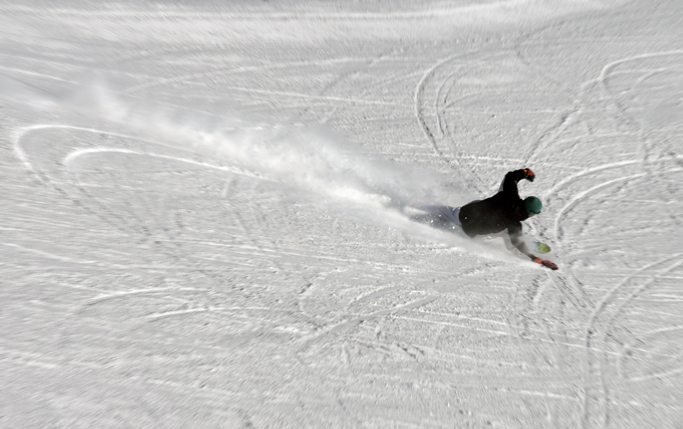
Jazda carvingowa – warto zwrócić uwagę na łukowy ślad po narciarzu – typowy skręt carvingowy

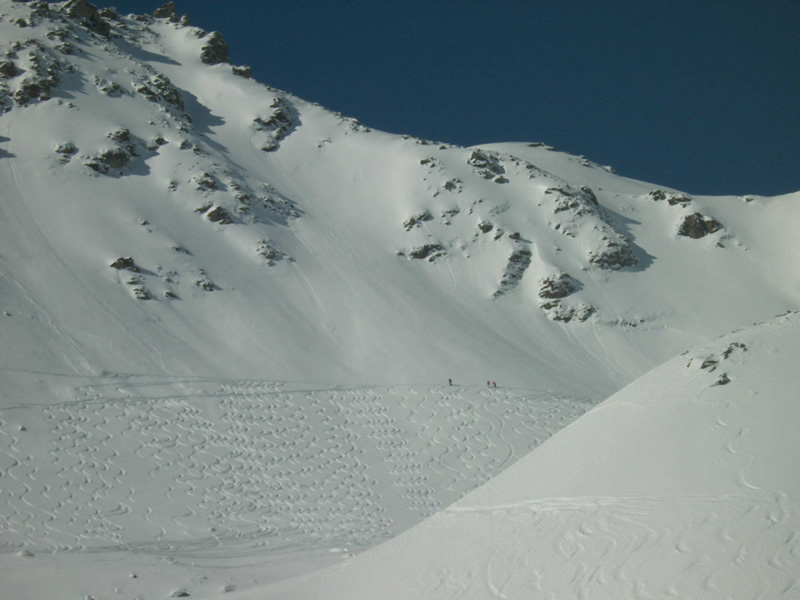
Poza wyznaczonymi trasami

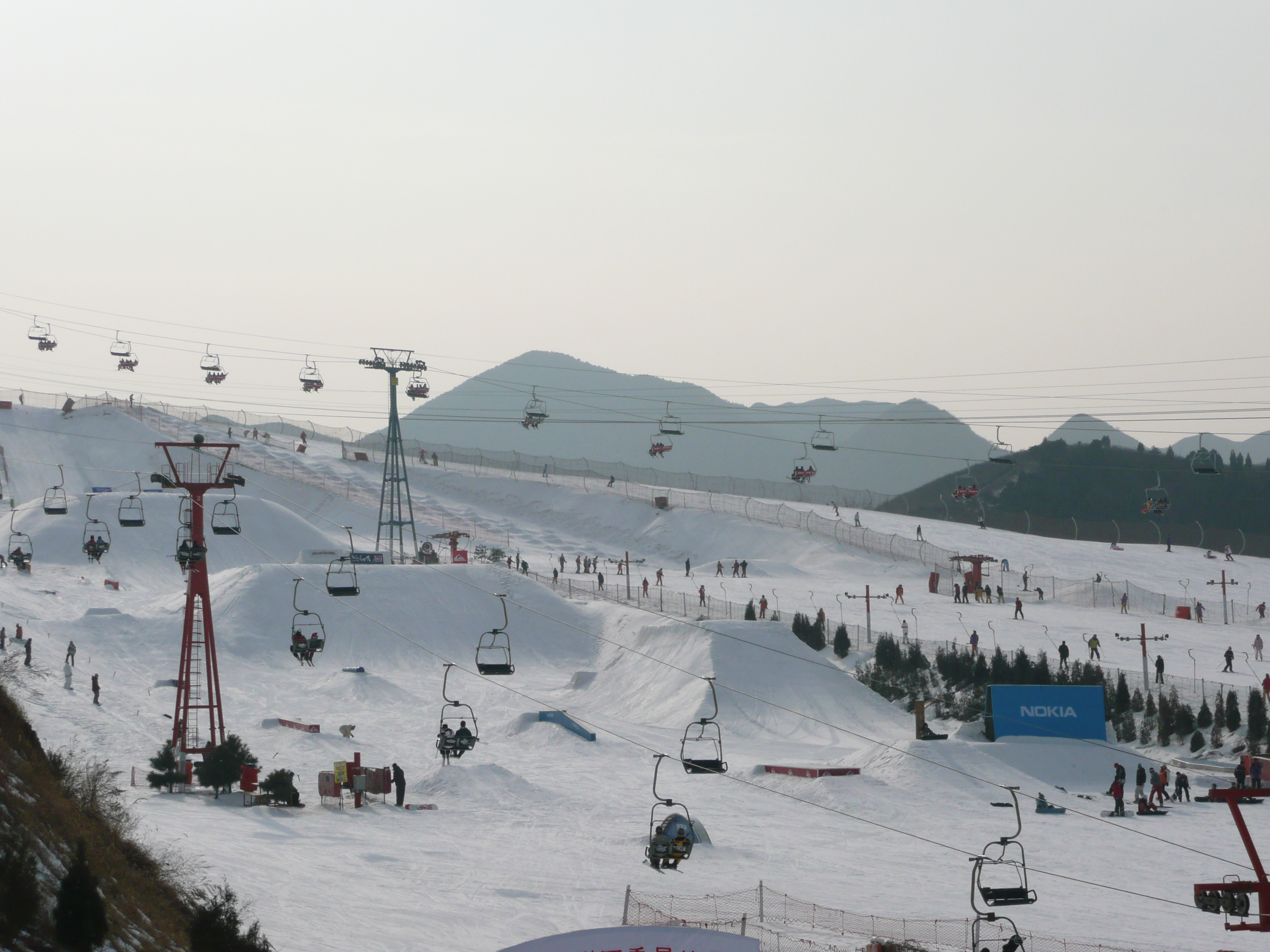
Ośrodek narciarski Nanshan w Chinach

Na szybkość narciarza na danym stoku wpływają następujące czynniki:
- masa narciarza (im większa, tym większą szybkość może osiągnąć: większa siła grawitacji – rośnie proporcjonalnie do masy narciarza, a więc w przybliżeniu do 3. potęgi wzrostu – w porównaniu z oporem powietrza, który rośnie proporcjonalnie do przekroju narciarza w płaszczyźnie prostopadłej do kierunku ruchu względem powietrza, a więc w przybliżeniu do 2. potęgi wzrostu); długie narty o dużym promieniu skrętu pozwalają również na stabilniejszą jazdę przy dużej prędkości, dlatego zawodnicy do biegu zjazdowego wybierają narty nawet o pół metra dłuższe niż do slalomu,
- tarcie nart o śnieg (im mniejsze tarcie, tym większa szybkość) – aby zmniejszyć tarcie stosuje się:
  - wielkość powierzchni narty (w szczególności długość) – im większa powierzchnia (długość) narty, tym mniejszy nacisk na jej jednostkę (przy danym ciężarze narciarza), w wyniku mniejszego nacisku na jednostkę powierzchni zmienia się stopień zmiany konsystencji śniegu, co wpływa na zmianę tarcia narty o śnieg,
  - unikanie jazdy poprzecznej (w której narta nie przesuwa się idealnie w kierunku dziobu) m.in. przez spychanie nart (zsuwanie się bokiem) lub ich piętek (skręt typu kristiania) w dół stoku. W skręcie równoległym lub carvingowym narta nie przesuwa się w bok w stosunku do swojej osi podłużnej,
  - przygotowanie odpowiedniej struktury (w tym gładkości) ślizgów (spodów nart),
  - smarowanie nart odpowiednim do własności śniegu smarem,
- opór powietrza (im większy opór, tym mniejsza szybkość). Aby zminimalizować opór stosuje się:
  - przyjęcie jak najbardziej aerodynamicznego kształtu w czasie jazdy (o jak najmniejszym przekroju). Narciarz przyjmuję pozycję kropli (tzw. pozycja zjazdowa, potocznie „jajo”),
  - zastosowanie jak najbardziej gładkich i obcisłych strojów, najczęściej z lycry.

### Skręty
Techniki skrętów ewoluowały w ciągu ostatnich 150 lat, a równolegle z nimi techniki budowy nart, butów i wiązań narciarskich. Historycznie skręty w narciarstwie alpejskim rozwijały się w mniej więcej następującej kolejności:
- pług – pozwalał na skręcanie przez ześlizgiwanie dolnej narty (przy jeździe na nartach prostych). Dziś w pługu na nartach carvingowych wystarczy docisnąć (przenieść środek ciężkości na) nartę zewnętrzną, aby ta wycięła w śniegu łuk o zamierzonej długości,
- skręt telemarkowy po raz pierwszy zastosowany w 1868 roku przez norweskiego skoczka Sondre Norheima,
- ześlizg zastosowany w latach 90. XIX wieku przez wielkiego pioniera narciarstwa alpejskiego – Austriaka Mathiasa Zdarsky’ego, który również był konstruktorem pierwszych stalowych wiązań, będących prototypem nowoczesnego wiązania narciarskiego. Zdarsky ciągle używał jeszcze tylko 1 kijka narciarskiego,
- kristiania – (nazwa wzięta od dawnej nazwy Oslo), rozwinięcie skrętu ześlizgowego,
- skręt równoległy wprowadzony w latach 30. XX wieku przez Austriaka Mitcha Gilmana, pozwalający na uniknięcie zsuwania nart po stoku,
- skręt carvingowy – wykorzystujący łukowatą krzywiznę krawędzi nart. Jazda po tej krzywiźnie pozwala na uniknięcie zsuwania nart oraz nietracenie szybkości w czasie skrętu,
- szczególną formą skrętu („na stojąco”) jest tzw. zwrot alpejski (pokazany obok), pomocny w miejscach, w których nie da się zrobić skrętu w ruchu.

### Hamowanie
Redukcja szybkości i hamowanie w czasie jazdy odbywają się przez:
- doprowadzenie do jazdy na krawędziach nart w poprzek (pod kątem) do kierunku jazdy. Można to zrobić, przyjmując pozycję pługa lub jadąc bokiem na krawędziach nart, trzymając narty równolegle,
- wzrost oporu aerodynamicznego (wyprostowanie się, rozłożenie rąk).

### Style jazdy
Obecnie na stokach narciarskich dominują dwa style jazdy narciarskiej:
- carving – jazda długimi ciętymi skrętami na nartach carvingowych, z jej ekstremalną postacią, funcarvingiem,
- śmig – jazda krótkimi, szybkimi skrętami, pozwalającymi na utrzymanie stałej szybkości.

Poza wyznaczonymi trasami (offpiste) narciarze uprawiają freeriding.

## Ośrodki narciarskie
Narciarstwo alpejskie (zarówno rekreacyjne, jak i sportowe) uprawiane jest w ośrodkach narciarskich – kompleksach wyciągów i tras narciarskich.
Narciarstwo alpejskie jest również uprawiane poza przygotowanymi trasami, co wymaga nieco innych umiejętności i nieco innego sprzętu (np. szersze narty, mniej zapadające się w nieprzeratrakowanym śniegu).
Trasy narciarskie na całym świecie są oznakowane względnie jednolitym systemem, pozwalającym na określenie ich stopnia trudności.

## Śnieg i warunki pogodowe
Na łatwość jazdy, technikę i szybkość wpływa również stan śniegu. Rozróżnia się kilkanaście rodzajów śniegu.

## Ryzyka

### Ryzyko kontuzji
Ryzyko kontuzji w czasie uprawiania narciarstwa alpejskiego wynosi 3–10 na 1000 wizyt na stoku. Najczęstszymi kontuzjami są urazy kolana (39%) i urazy ramienia (14%), ale zdarzają się złamania kończyn, a nawet wypadki śmiertelne. W celu zmniejszenia urazowości stosuje się m.in. kaski narciarskie i tzw. zbroje służące ochronie kręgosłupa.

### Inne ryzyka
Wśród innych ryzyk należy wymienić ryzyka lawin, oparzeń słonecznych, czy niebezpieczeństw związanych z przemarznięciem organizmu.

### Słynne wypadki śmiertelne na nartach
Wielu słynnych ludzi zginęło na trasach narciarskich, wśród nich:
- Michael LeMoyne Kennedy (1958–1997),
- Sonny Bono (1935–1998),
- Michel Trudeau, syn premiera Kanady Pierre Trudeau (1975–1998),
- Natasha Richardson (1963–2009),
- Shane McConkey (1969–2009) – jeden z prekursorów freeride’u; od jego nazwiska wziął się McConkeyTurn. Jego wyczyny można oglądać w filmach kręconych przez Matchstick Production. Zginął w czasie kręcenia reklamy dla RedBulla,
- C.R. Johnson (1983–2010).

W sezonie 2010–2011 na polskich trasach narciarskich straciło życie 5 osób.

## Narciarstwo jako sport
Narciarstwo alpejskie jest dyscypliną zaliczaną do sportów zimowych, polegającą na jak najszybszym zjeździe po stoku na długich nartach, na trasie wyznaczonej przez specjalne tyczki lub inne znaki.
Najważniejsze zawody w narciarstwie alpejskim to igrzyska olimpijskie, Puchar Świata i mistrzostwa świata.
W Pucharze Świata rozgrywanych jest sześć z siedmiu poniższych konkurencji (w przeszłości kombinacja, obecnie superkombinacja), w tym slalom równoległy od 2011 roku:
- slalom (SL) (nazywany kiedyś slalomem specjalnym)
- slalom gigant (GS),
- supergigant (Super-G lub SG),
- zjazd (DH) (nazywany czasem biegiem zjazdowym),
- kombinacja (od sezonu zimowego 2006/07 rozgrywana sporadycznie lub wcale),
- superkombinacja (SC),
- slalom równoległy, wprowadzony do Pucharu Świata w 2011 roku.

W Mistrzostwach Świata i na Igrzyskach Olimpijskich rozgrywane są obecnie pierwsze 4 konkurencje i superkombinacja.
Około roku 2002 została wyodrębniona przez FIS nowa dyscyplina, carving. Pod auspicjami FIS rozgrywany jest FIS Carving World Cup na dwóch poziomach: FIS Carving Cup World Challenge i FIS Carving Cup European Challenge.
W ramach zawodów carvingowych rozgrywane są dwie konkurencje:
- Slalom Carving (CAR SL),
- Speed Carving (CAR SP), carving na czas.

Zwycięzcą każdej z powyższych konkurencji narciarskich jest zawodnik, który pokona wyznaczoną bramkami trasę w najkrótszym czasie (z elementami punktacji w CAR SL). W konkurencjach technicznych, czyli SL i GS, rozgrywane są dwa przejazdy, a czasy są sumowane.
Specyficzną konkurencją, mającą na celu wyłonienie najwszechstronniejszego narciarza, jest superkombinacja (kiedyś kombinacja). W skład klasycznej kombinacji wchodził pełny (nieskrócony) zjazd oraz 2 przejazdy slalomu. Obecnie rozgrywa się zawody superkombinacji, w której sumowane są czasy skróconego zjazdu (lub ewentualnie supergiganta) oraz 1 przejazdu slalomu. Takie zawody są wliczane do klasyfikacji superkombinacji.

## Konkurencje

### Wspólne zasady
Zasady zawodów pod auspicjami FIS regulowane są przez Regulaminy FIS, które regulują organizację, marketing i sponsoring, udział mediów, zasady udziału ekip towarzyszących (serwismenów, trenerów, lekarzy, przedstawicieli producentów sprzętu itd.), zasady pomiaru czasu, kolejności startu, protestów, homologacji tras, zabezpieczenia stoków, pracy sędziów i innych osób odpowiedzialnych za sprawny i poprawny przebieg (w tym ich wynagradzania), nawet takie szczegóły, że np. narciarz stojący na podium nie może trzymać w jednej ręce nart i kijków albo, jakie powinno być menu w hotelu na śniadanie.
Niektóre zasady:

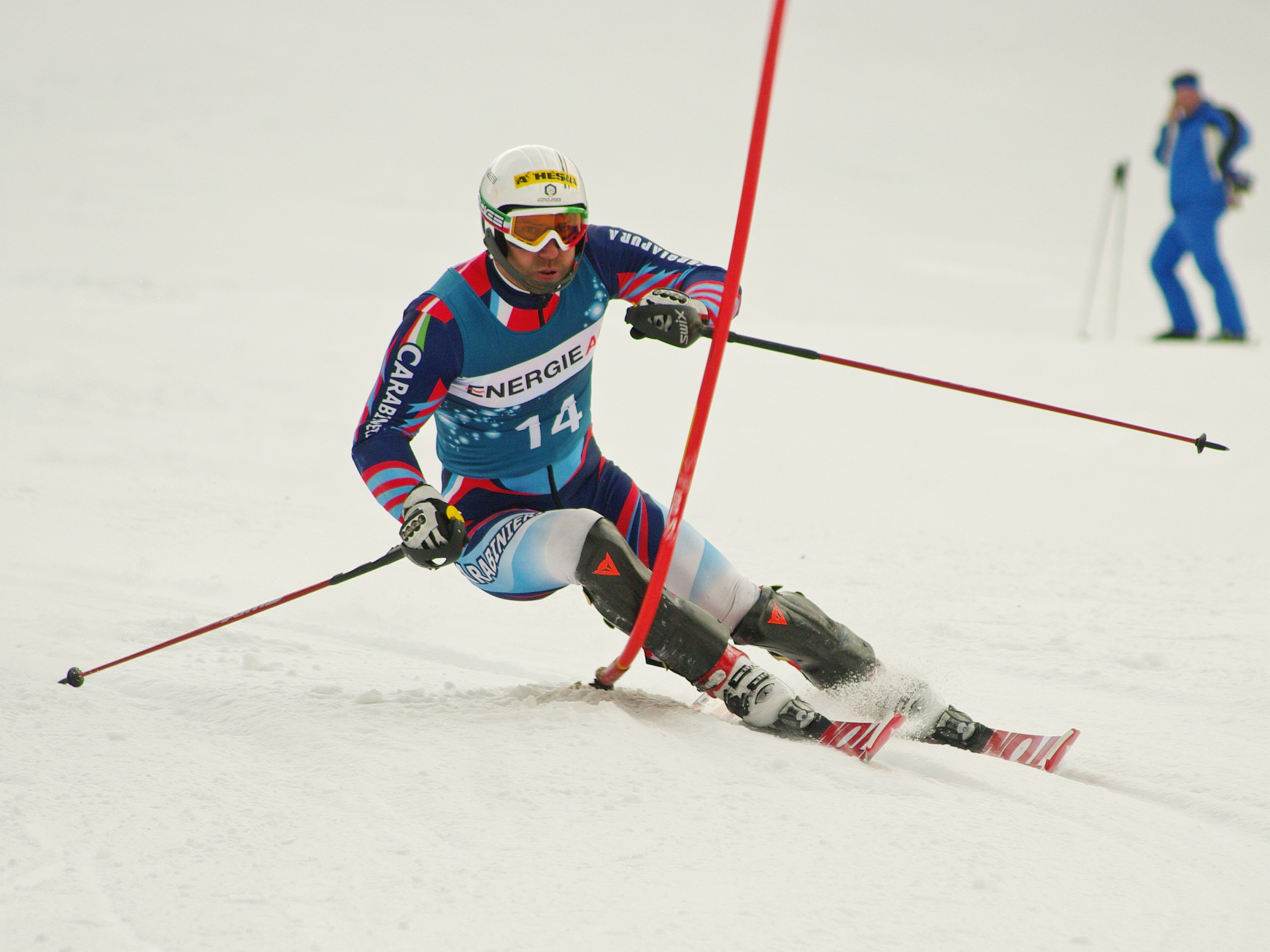
Wolfgang Hell na trasie slalomu Hinterstoder (Austria) w 2010 r. mija bramkę

- narciarz musi wystartować w ciągu 5 sekund od komendy „Go – Partez – Los” (przed lub po), a w SL – w ciągu 10 sekund po komendzie
- bramki są liczone od startu do mety (bramka startowa i meta nie liczą się)
- jeśli zawody rozgrywane są przy sztucznym oświetleniu, jego natężenie nie może być mniejsze niż 80 luksów w jakimkolwiek miejscu trasy
- poprawne przejechanie bramki polega na tym, że dzioby obu nart oraz obie stopy zawodnika przejeżdżają przez światło bramki (jeśli zawodnik stracił nartę i jedzie na jednej narcie – przez światło bramki musi przejechać dziób posiadanej narty i obie stopy). Światło bramki to linia między tyczkami w SL oraz między wewnętrznymi tyczkami w pozostałych konkurencjach. W związku z tym przepisem zawodnik może uderzyć tyczkę rękawicą, golenią lub ramieniem (wewnętrzne tyczki muszą być uchylne, tzw. flex-poles) i przejechać bramkę tak, że przez jej światło przejeżdżają tylko stopy i narty. W narciarstwie alpejskim minimalizacja odległości stóp od wewnętrznych tyczek (czyli przejazd po jak najkrótszej trasie, jak najbliżej osi trasy) w ogromnym stopniu wpływa na czas osiągany przez zawodnika.

### Konkurencje

#### Slalom (SL)
Slalom to konkurencja techniczna. Różnica poziomów między startem a metą wynosi 180–220 m dla mężczyzn i 140–200 m dla kobiet. Średnie nachylenie trasy slalomowej powinno wynosić od 33% do 45%, a jej szerokość – 30 m. Nachylenie ponad 52% dozwolone jest jedynie na krótkich odcinkach. Zawodnicy przemieszczają się między tyczkami, na przemian czerwonymi i niebieskimi. Bramka składa się w dwóch tyczek, rozstawionych na szerokość 4–6 metrów. U mężczyzn na trasie rozstawionych jest zazwyczaj od 55 do 75 tyczek, u kobiet natomiast od 45 do 65. Tyczki są tak ustawione, aby nie utrudniać zbytnio przejazdu, ale też nie jest to prosty zjazd w dół. Przynajmniej kilka bramek jest podkręconych, i na trasie znajduje się co najmniej jeden wertikal (nie więcej niż 3) – czyli kilka (3–4) tyczek ustawionych w linii prostej i dość blisko siebie, tak że zawodnik musi wykonywać bardzo szybkie zmiany krawędzi, aby się zmieścić na trasie. Rozgrywane są dwa przejazdy. Każdy z nich jest nieco inaczej ustawiony. Do klasyfikacji liczy się łączny czas z obu przejazdów.

#### Slalom Gigant (GS)

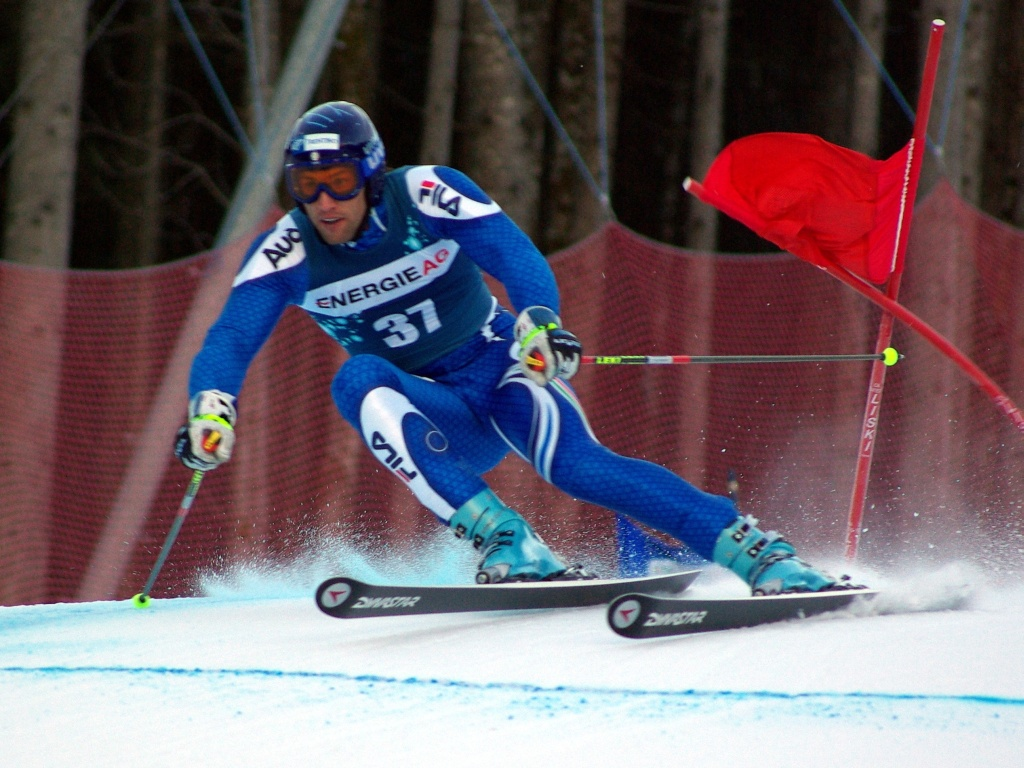
Mirko Deflorian na trasie slalomu giganta w Hinterstoder (Austria) w 2008 r.

Slalom Gigant należy do konkurencji technicznych. Różnica poziomów między startem a metą wynosi 250–450 m dla mężczyzn i 250–400 m dla kobiet. Szerokość trasy nie powinna być mniejsza niż 40 m. Bramka w gigancie składa się z 4 tyczek i dwóch flag. Szerokość bramki to 4–8 m. Odległość między najbliższymi tyczkami kolejnych bramek nie powinna być mniejsza niż 10 m. Rozgrywane są dwa przejazdy – na tej samej trasie, każdy przejazd przy różnym ustawieniu tyczek. Do klasyfikacji liczy się łączny czas z obu przejazdów. Pierwszych 30 zawodników otrzymuje punkty Pucharu Świata. Pierwsza '15' startuje z początkowymi numerami. Zawodnicy mogą sobie wybrać numer startowy.

#### Super-G (SG)
Supergigant – to konkurencja szybkościowa. Różnica poziomów między startem a metą wynosi 500–650 m dla mężczyzn i 400–600 m dla kobiet. Trasa powinna mieć co najmniej 30 m szerokości. Bramka w supergigancie (na przemian czerwona i niebieska) składa się z dwóch par tyczek tego samego koloru i dwóch płacht. Szerokość bramek horyzontalnych to 6–8 m, bramek wertykalnych – 8–12 m. Trasa jest oznaczona niebieską farbą. Zawodnicy nie trenują na trasie super giganta, ale mają obowiązek ją dokładnie obejrzeć. Zawody składają się z jednego przejazdu. Najlepsi zawodnicy wybierają numer startowy. Panuje tu dowolność, jednak z reguły wybierane są numery w drugiej dziesiątce.

#### Zjazd (DH)

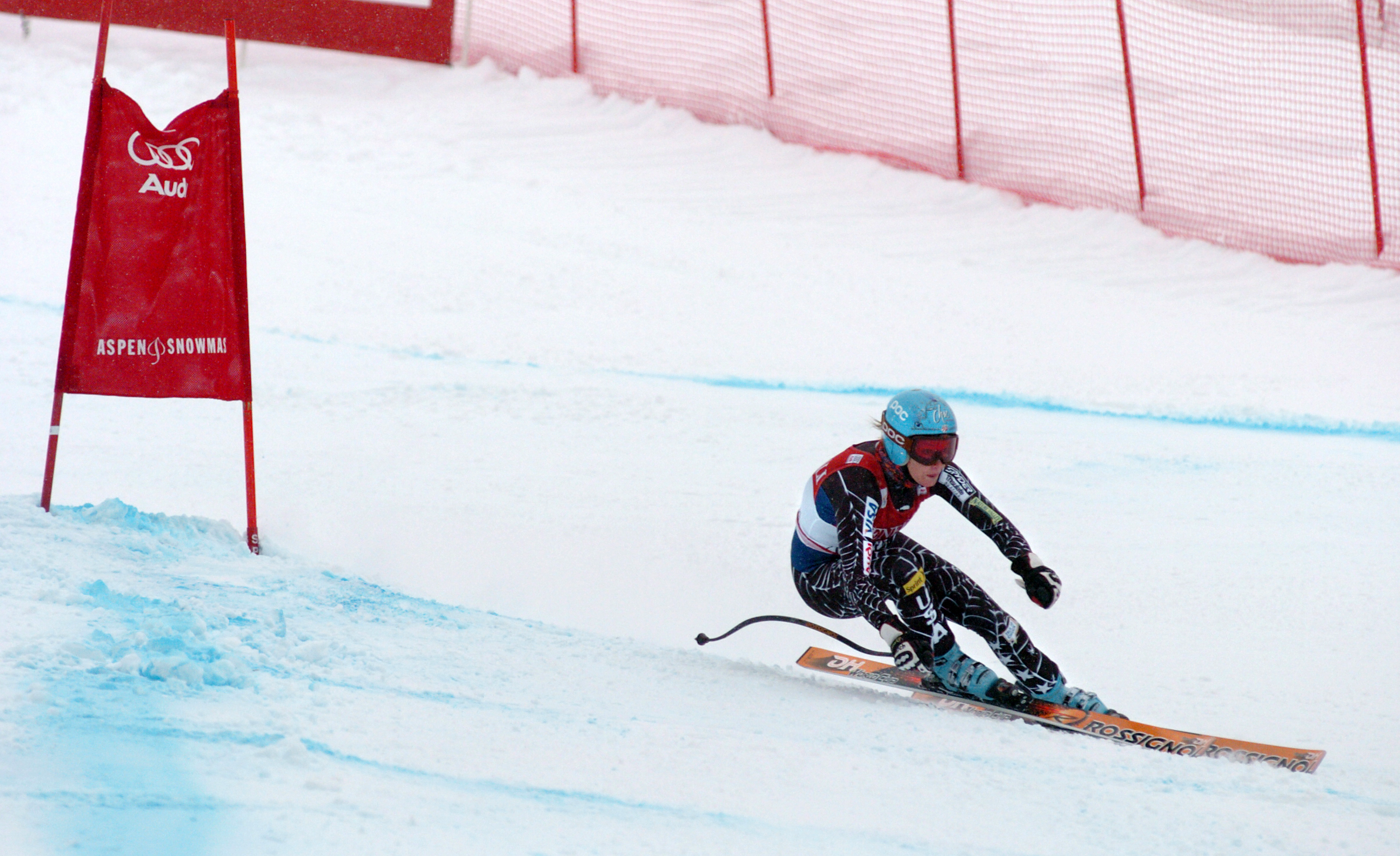
Amerykańska narciarka Julia Mancuso na trasie biegu zjazdowego w Aspen, Kolorado w 2007 roku

Zjazd – to najszybsza z konkurencji, zawodnicy mogą osiągać na stokach do 130 km/h, a na najsłynniejszym chyba stoku zjazdowym i jednocześnie jednym z trudniejszych w Kitzbühel (Austria) do 150 km/h, a w Wengen (Szwajcaria), który z kolei jest najdłuższym zjazdem w alpejskim kalendarzu FIS (4 km 480 m) prędkości przekraczają 150 km/h. Różnica poziomów między startem a metą powinna wynosić od 800 do 1100 m dla mężczyzn i 450–800 m dla kobiet. Szerokość trasy powinna wynosić co najmniej 30 m, poza wyjątkowymi, dobrze oznakowanymi i zabezpieczonymi zwężeniami. Jak w każdym biegu na trasie muszą być porozstawiane bramki, w zjeździe tylko jednego koloru. Bramka składa się z 4 slalomowych tyczek i dwóch flag i musi mieć szerokość co najmniej 8 m. W zjeździe nie są one zbyt blisko siebie, wyznaczają jedynie pewne punkty, gdzie trzeba przejechać koło bramki. Ominięcie bramki powoduje dyskwalifikację. Dodatkowo boki trasy są oznaczone zazwyczaj niebieską farbą. Na początku trasy jest długi odcinek, gdzie zawodnicy nabierają szybkości, w dalszej części trasy zaczynają się utrudnienia. Przed samymi zawodami musi być rozegrany trening, udział w nim jest obowiązkowy. Zwykle odbywają się 2–3 treningi. Zawody to jeden przejazd – wygrywa ten, kto zjedzie najszybciej.

### Kombinacja
Kombinacja należy do konkurencji wszechstronnych. Najpierw rozgrywany jest zjazd, a potem (innego dnia) slalom (cały, czyli dwa przejazdy). Wyniki są sumowane i zawodnik z najmniejszym czasem wygrywa (oczywiście tylko lepszy czas slalomu). Ze względu jednak na swoiste skomplikowanie przeprowadzania całej procedury, konkurencja ta w ostatnich latach została już całkowicie wyparta na rzecz Super Kombinacji. Ostatni raz w kalendarzu FIS klasyczna kombinacja miała miejsce w sezonie zimowym 2005/2006 w zawodach mężczyzn.

#### Superkombinacja
Superkombinacja jest bardzo podobna do kombinacji, tylko zamiast 2 przejazdów slalomu rozgrywany jest jeden. Poza tym zamiast zjazdu może być rozegrany supergigant. Obydwie konkurencje rozgrywane są tego samego dnia (najpierw zjazd lub supergigant). Wyniki są sumowane podobnie jak w kombinacji.

#### Zawody Drużynowe
Zawody drużynowe to dyscyplina, w której rozgrywane są wszystkie konkurencje. W każdej występuje najlepszy zawodnik z kraju. W Zawodach Drużynowych startują kobiety i mężczyźni (po 2 z danego kraju).

#### Slalom Równoległy
Po parunastoletniej przerwie znów w ramach Pucharu Świata odbywają się zawody w slalomie równoległym. Polegają na tym, że na stoku ścigają się dwaj (lub więcej) zawodnicy, jadący na (w miarę możliwości) tak samo ustawionej trasie slalomowej. Różnica poziomów między startem a metą musi wynosić 80–100 m, a liczba bramek zawierać się w przedziale 20–30. Jeśli slalom rozgrywany jest na dwóch trasach, jedna ma tyczki niebieskie, druga – czerwone. Odległość między tymi samymi bramkami sąsiednich tras musi wynosić 6–7 m. Obaj (lub więcej) zawodnicy startują, gdy otworzą się jednocześnie ich bramki startowe. Zawody rozgrywane są metodą pucharową, do startu dopuszczanych jest 32 najlepszych zgłoszonych zawodników (zgodnie z posiadanymi przez nich punktami FIS).

### Carving
Zasady zawodów carvingowych regulowane są również przez Regulamin FIS. Wyścigi odbywają się bez kijków.

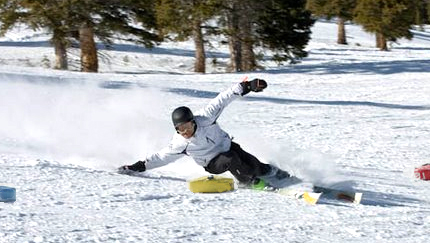
Zawodnik w slalom carvingu objeżdża żółtą, środkową boję bramki

#### Slalom Carving
„Bramkami” są niskie boje (ze względu na jazdę w bardzo dużym wychyleniu). Trasa musi mieć co najmniej 200 m długości i 20 m szerokości. Geometria ułożenia boi jest podobna do geometrii SL: są bramki poziome i pionowe, wertikale, kombinacja boi, zwana Robustelli. Bramki są z 1, 2 lub 3 bojami (zewnętrzna, środkowa i wewnętrzna, każda innego koloru) i – w przeciwieństwie do pozostałych dyscyplin zjazdowych – wyścig polega na objechaniu możliwie najbardziej ambitnych boi, w tym szczególnie zewnętrznych. Na trasie muszą być co najmniej 2 wertikale. Odległość między normalnymi bramkami (poziomymi lub pionowymi) musi mieścić się w granicach 1,95–2,45 m. Odległość między skrętami – 15–20 m. Za przejechanie każdej boi zawodnik dostaje pewną liczbę punktów w zależności od tego, którą boję objechał (najcenniejsze boje są często najdalej od osi przejazdu). Wynik zawodnika to czas przejazdu dzielony przez liczbę uzyskanych punktów. Zawodnik, który uzyska najniższy wynik wygrywa.

#### Speed Carving
Trasa musi liczyć co najmniej 300 m długości i 30 m szerokości. Na trasie rozstawione są bramki z boi, ale już tylko po 1 boi na bramkę, wyznaczając trasę przejazdu. Odległość między skrętami musi być w granicach 18–25 m. Liczy się tylko czas poprawnego przejazdu trasy.

### Zasady dotyczące sprzętu
Zasady dotyczące sprzętu, jaki może być używany na zawodach Pucharu Świata FIS, zostały zebrane w regulaminie: Specifications: Competition Equipment and Commercial Markings. W sezonie 2012/2013 zwiększono minimalną długość nart oraz minimalne promienie skrętu we wszystkich (poza slalomem) konkurencjach. Nieco krótsze narty są dopuszczone w niektórych innych zawodach FIS oraz w zawodach dla zawodników poniżej 18 lat.
| Konkurencja             | Minimalna długość nart [cm] | Minimalna długość nart [cm] | Minimalna szerokość narty pod butem [mm] | Minimalna szerokość narty pod butem [mm] | Minimalny promień skrętu narty [m] | Minimalny promień skrętu narty [m] | Maksymalna wysokość podeszwy buta nad śniegiem [mm] |
| Konkurencja             | mężczyźni                   | kobiety                     | mężczyźni                                | kobiety                                  | mężczyźni                          | kobiety                            | Maksymalna wysokość podeszwy buta nad śniegiem [mm] |
| ----------------------- | --------------------------- | --------------------------- | ---------------------------------------- | ---------------------------------------- | ---------------------------------- | ---------------------------------- | --------------------------------------------------- |
| Slalom (SL)             | 165                         | 155                         | 63                                       | 63                                       | –                                  | –                                  | 50                                                  |
| Slalom gigant (GS)      | 195                         | 188                         | 65                                       | 65                                       | 35                                 | 30                                 | 50                                                  |
| Super-G (SG)            | 210                         | 205                         | 65                                       | 65                                       | 45                                 | 40                                 | 50                                                  |
| Zjazd (DH)              | 218                         | 210                         | 65                                       | 65                                       | 50                                 | 50                                 | 50                                                  |
| Carving Slalom (CAR SL) | 165                         | 155                         | –                                        | –                                        | 10–18                              | 10–18                              | 100                                                 |
| Speed Carving (CAR SP)  | 165                         | 155                         | –                                        | –                                        | 18–27                              | 18–27                              | 100                                                 |

Ponadto:
- we wszystkich konkurencjach zawodnicy muszą startować w kaskach narciarskich; kask z miękkimi uszami dozwolony jest tylko w SL i w konkurencjach carvingowych
- wszystkie narty muszą mieć hamulce (ski stoppers)
- wysokość podeszwy (odległość między spodem buta a gołą piętą) nie może być większa niż 43 mm.

## Narciarstwo zjazdowe dla niepełnosprawnych

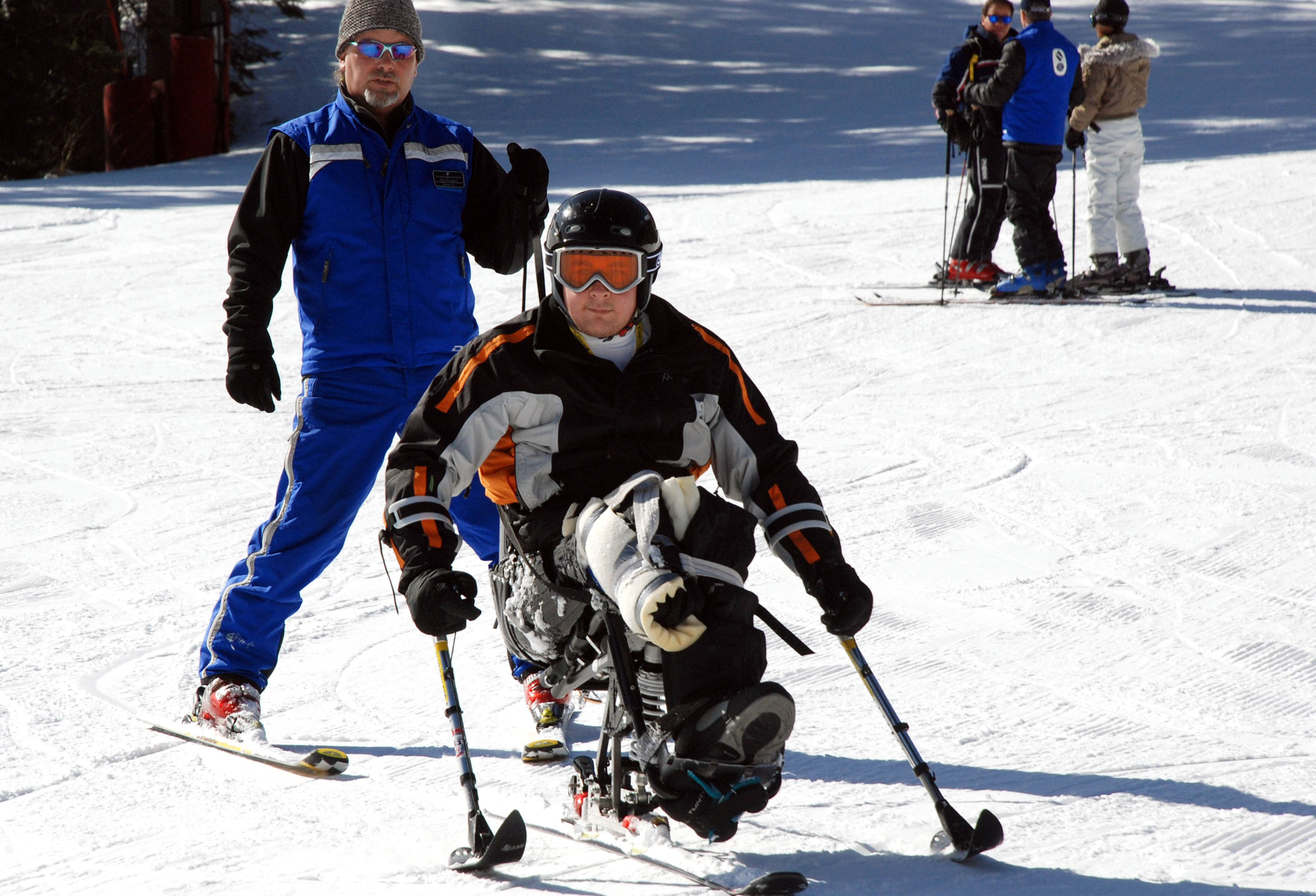
Sierżant Anthony Larson, który stracił prawą nogę poniżej kolana w czasie służby w Iraku jeździ na „mono-ski” w towarzystwie swojego instruktora w Vail (Kolorado)

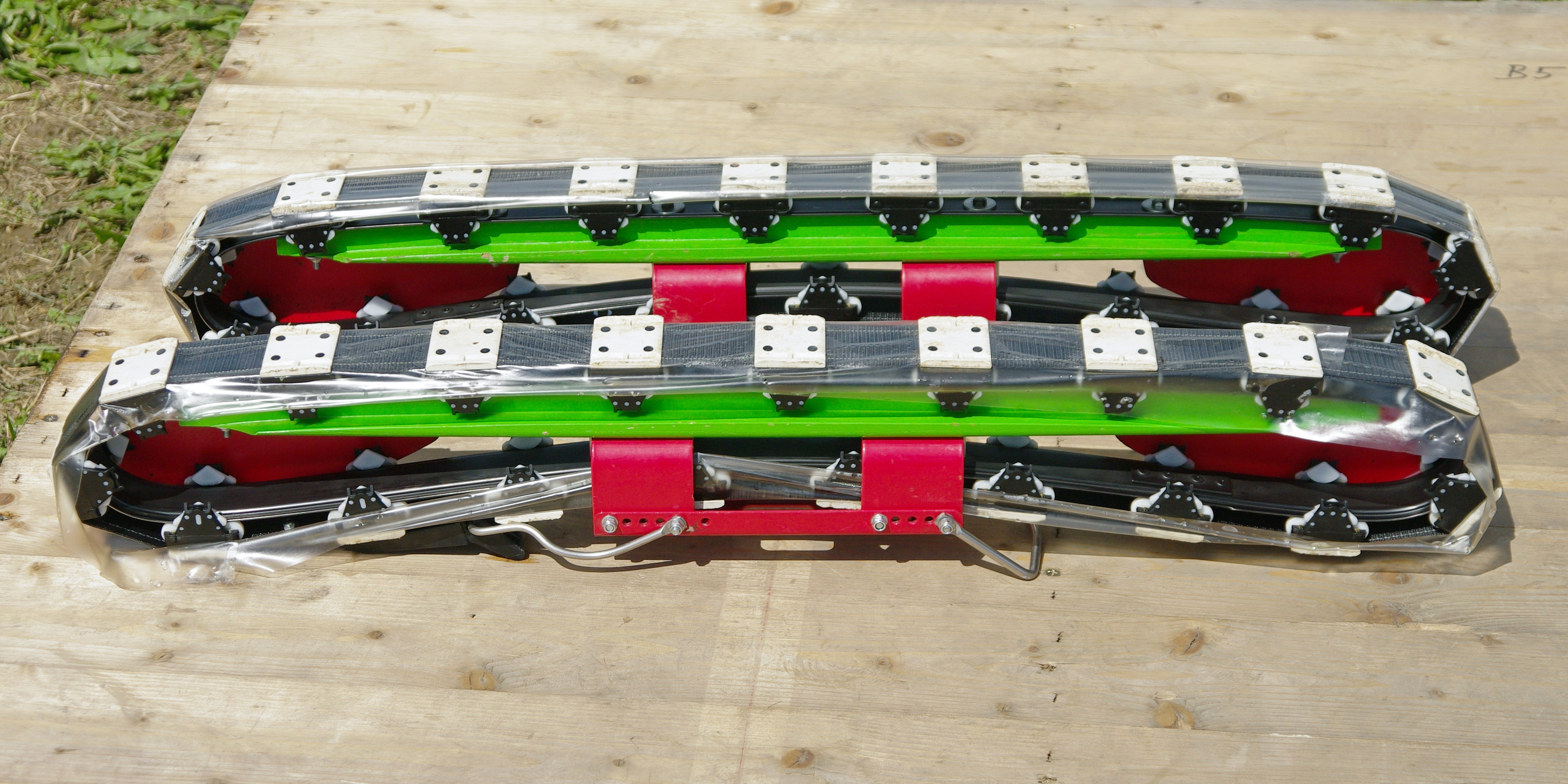
Nartorolki przeznaczone do jazdy na trawie

Osobną dziedziną rekreacji i sportu jest narciarstwo alpejskie dla niepełnosprawnych. Wyposażenie niepełnosprawnego narciarza zależy od rodzaju jego niepełnosprawności. W ramach igrzysk paraolimpijskich rozgrywane są wszystkie konkurencje (SL, DH, SG, GS, Superkombinacja i Zawody Drużynowe). Narciarstwo alpejskie pojawiło się po raz pierwszy na Zimowych Igrzyskach Paraolimpijskich w 1976 roku w szwedzkiej miejscowości Örnsköldsvik. W 2012 roku jest uprawiane w 39 krajach.
Konkurencje odbywają się w 3 kategoriach:
- niedowidzący,
- jeżdżący na jednej narcie,
- siedzący na mono-ski.

Narciarze pierwszej kategorii jeżdżą za przewodnikiem ubranym przeważnie w jaskrawą kamizelkę. Narciarze pozostałych dwóch kategorii wspomagają się dla równowagi kijkami wyposażonymi w małe płozy.
W czasie igrzysk paraolimpijskich w Vancouverze w 2010 roku rozegrano 30 konkurencji (3 kategorie niepełnosprawności x 5 konkurencji x 2 płcie). Kategorie niepełnosprawności były następujące:
- zawodnicy, którzy poruszają się na wózkach inwalidzkich lub którzy nie mają możliwości zjeżdżania na stojąco,
- zawodnicy biegnący w pozycji stojącej,
- zawodnicy niedowidzący.

## Sporty pokrewne
- snowboarding
- narciarstwo wodne
- freestyle